# Carlos Rotondi
Carlos Rodolfo Rotondi (ur. 12 marca 1997 w Córdobie) – argentyński piłkarz występujący na pozycji lewego skrzydłowego, od 2022 roku zawodnik meksykańskiego Cruz Azul.